# Brodica
Brodica (izvirno srbsko Бродица) je naselje v Srbiji, ki upravno spada pod Občino Kučevo; slednja pa je del Braničevskega upravnega okraja.

## Demografija
V naselju, katerega izvirno (srbsko-cirilično) ime je Бродица, živi 389 polnoletnih prebivalcev, pri čemer je njihova povprečna starost 44,4 let (42,2 pri moških in 46,6 pri ženskah). Naselje ima 176 gospodinjstev, pri čemer je povprečno število članov na gospodinjstvo 2,66.
Prebivalstvo je večinoma nehomogeno.
|  |

| Demografija | Demografija     | Demografija     |
| Leto        | Št. prebivalcev | Št. prebivalcev |
| ----------- | --------------- | --------------- |
|             |                 |                 |
|             |                 |                 |
|             |                 |                 |
|             |                 |                 |
| 1948        | 667             |                 |
| 1953        | 1339            |                 |
| 1961        | 1594            |                 |
| 1971        | 1535            |                 |
| 1981        | 1482            |                 |
| 1991        | 1297            | 713             |
| 2002        | 1304            | 468             |
|             |                 |                 |

| Etnična sestava po popisu iz leta 2002 | Etnična sestava po popisu iz leta 2002 | Etnična sestava po popisu iz leta 2002 | Etnična sestava po popisu iz leta 2002 | Etnična sestava po popisu iz leta 2002 |
| -------------------------------------- | -------------------------------------- | -------------------------------------- | -------------------------------------- | -------------------------------------- |
| Vlahi                                  | Vlahi                                  |                                        | 213                                    | 45,51%                                 |
| Srbi                                   | Srbi                                   |                                        | 210                                    | 44,87%                                 |
| Romi                                   | Romi                                   |                                        | 12                                     | 2,56%                                  |
| Romuni                                 | Romuni                                 |                                        | 5                                      | 1,06%                                  |
| Neznano                                | Neznano                                |                                        | 2                                      | 0,42%                                  |